# Neopsammastacus spinicaudatus
Neopsammastacus spinicaudatus is een eenoogkreeftjessoort uit de familie van de Leptastacidae. De wetenschappelijke naam van de soort is voor het eerst geldig gepubliceerd in 1969 door Rao & Ganapati.